# Rorippa cantoniensis
Rorippa cantoniensis är en korsblommig växtart som först beskrevs av João de Loureiro, och fick sitt nu gällande namn av Jisaburo Ohwi. Rorippa cantoniensis ingår i släktet fränen, och familjen korsblommiga växter. Inga underarter finns listade i Catalogue of Life.